# Ruaval
Ruaval, auch Rueval genannt, (gälisch: Ruabhal) ist ein Hügel auf der schottischen Hebrideninsel Benbecula. Er ist nicht zu verwechseln mit dem Rueval auf der Nachbarinsel South Uist. Es handelt sich um den höchsten Punkt der Insel. Die 124 m hohe Erhebung befindet sich etwa zwei Kilometer südsüdöstlich der Siedlung Gramsdale und 1,2 km westnordwestlich der zweithöchsten Erhebung Stiaraval. Ruaval liegt im dünnbesiedelten Inneren von Benbecula, ist mehrheitlich von Gras bewachsen und unbebaut.